# Annals of the New York Academy of Sciences
Les Annales de l'Académie des sciences de New York (titre anglais: Annals of the New York Academy of Sciences) sont une revue académique publiée par Wiley-Blackwell au nom de l'Académie des sciences de New York. Créée en 1823, c'est une des plus anciennes revues scientifiques encore publiées. son rédacteur en chef est Douglas Braaten. Chaque numéro a un volume considérable, et explore un seul sujet avec une approche interdisciplinaire. Une description publiée sur le site Ulrichsweb (en) affirme que la portée est énorme et décrit la revue comme très respectée et les articles comme pénétrants. La revu publie 24 volumes par an ; pour 2019, ce sont les volumes 1435-1458 

## Résumés et indexation
La revue et référencée, et des résumés publiés, dans les bases suivantes :
- Academic OneFile (en)[1]
- Academic Search[1]
- BIOSIS Previews (en)[3]
- BIOSIS Reviews Reports and Meetings[3]
- CAB Abstracts (en)[4]
- Chemical Abstracts[5]
- Chimica[1]
- CINAHL (en)[1]
- Dietrich's Index Philosophicus[1]
- Embase[1]
- GeoRef[1]
- Global Health (database) (en)[6]
- Index Medicus/MEDLINE/PubMed[7]
- Inspec[1]
- International Bibliography of Periodical Literature (en)[1]
- MathSciNet[1]
- The Philosopher's Index (en)[1]
- Science Citation Index[3]
- Scopus[1]
- Tropical Diseases Bulletin (en)[8]
- Zentralblatt MATH[1]
- Zoological Record (en)[3]

D'après le Journal Citation Reports, la revue a en 2018 un facteur d'impact de 4,295, et elle est classée 14e sur 69 périodiques dans la catégorie « Multidisciplinary sciences ».